# Odo insularis
Odo insularis är en spindelart som beskrevs av Banks 1902. Odo insularis ingår i släktet Odo och familjen taggfotsspindlar. Inga underarter finns listade i Catalogue of Life.